# Carmen de Carupa
Carmen de Carupa es un municipio colombiano del departamento de Cundinamarca, ubicado en la Provincia del Valle de Ubaté, se encuentra a 88 km al norte de Bogotá (109 km por carretera). Es uno de los municipios más altos del departamento y el duodécimo del país[cita requerida], con 2980 m s. n. m.

## Toponimia

### Origen lingüístico[3]
- Familia lingüística: Afroasiática / Indoeuropeo
- Lengua: Hebreo / Árabe / Carupa no ha sido determinada

### Significado
Carmen es una expresión de la lengua castellana que significa "quinta". Su origen está en la forma hebrea karem el, de donde sale Karmel, que es nada más y nada menos que el famosísimo monte Carmelo de Tierra Santa y que significa ‘viña de Dios’. Carmen es variación de la voz andaluza karm, vocablo que proviene, también, de la voz árabe karm con el sentido de "viña, cultivo de uvas" y de la expresión el que significa "dios"; así, karm-el nombra una "viña de dios", "jardín ".
Carupa es una palabra natural del continente americano. En Colombia carupa-caruta denomina a la fruta del caruto, planta y fruta generalmente conocida como jagua.

### Origen / Motivación
El nombre del municipio fue dado en honor a la Virgen del Carmen. El nombre de Carupa tal vez se haya asignado por los antiguos habitantes del lugar..

### Nombres históricos
- La Mesa (1820)

## Historia
No se tiene conocimiento de que en Carupa hubiese existido pueblo indígena. Por allí pasaban los tausas y ubatés que comercializaban en sal con los turtur y otras tribus muzos. El 12 de enero de 1807 José Joaquín Urdaneta solicitó la Curia para la elección en viceparroquía del caserío de la Mesa de Carupa.

## Geografía

### Organización territorial
El municipio de Carmen de Carupa está constituido por su Cabecera municipal y 27 veredas: Alisal, Alisal Alto, Alto de Mesa, Apartadero, Casablanca, Charquira, Chegua, Corralejas, Esperanza, Hatico y Eneas, Hato, La Huerta, Llanogrande, Mortiño, Nazareth, Papayo, Perquira, Playa, Salinas, Salitre, San Agustín, San Antonio, San José, Santa Dora, Santuario, Sucre y Tudela

### Límites
| Noroeste: Coper y Buenavista ( Boyacá) | Norte: Simijaca | Nordeste: Susa     |
| Oeste: San Cayetano                    |                 | Este: Ubaté        |
| Suroeste: Tausa (Páramo de Guargaua)   | Sur: Tausa      | Sureste: Sutatausa |

## Turismo
- Parque Embalse el Hato
- Cerro de Chegua
- Peña de Sucre
- Museo Fotográfico Parque Principal
- Capilla de Cabrera
- Iglesia Nuestra Señora del Carmen
- Cerros de Santuario
- Chorros de Salinas
- Ferias y fiestas (homenaje a la Virgen del Carmen mes de julio)
- Festival y Reinado de la papa (celebrado en el mes de octubre)
- Páramo de Guargua

## Movilidad
A Carmen de Carupa se llega desde el municipio de Chía por la Ruta Nacional 45A pasando por Ziparquirá y Ubaté, siendo en este último por la variante que lo lleva al casco urbano carupano al occidente y de allí al norte hacia Susa que retoma la troncal mencionada hasta Chiquinquirá.
También hay otras vías rurales que llevan a San Cayetano, Simijaca y Coper (Boyacá).

### Aviación
En este municipio está ubicado el Fix Point OSUSU, una coordenada para las rutas de varios vuelos que salen del Aeropuerto Internacional el Dorado de Bogotá.